# Amayé-sur-Orne
Amayé-sur-Orne är en kommun i departementet Calvados i regionen Normandie i norra Frankrike. Kommunen ligger i kantonen Évrecy som ligger i arrondissementet Caen. År 2022 hade Amayé-sur-Orne 1 070 invånare.

## Befolkningsutveckling
Antalet invånare i kommunen Amayé-sur-Orne
Referens: INSEE